# 雅克布森冰川
82°58′S 167°5′E / 82.967°S 167.083°E
雅克布森冰川是南極洲的冰川，位於沙克爾頓海岸，流經霍蘭山脈的里德山，最終注入羅斯冰架，美國地質調查局根據測量和該國海軍的空中照片繪入地圖。